# Портрет папаши Поля
«Портрет папаши Поля» (фр. Le Père Paul), также известная как «Месье Поль» или «Шеф-повар», — картина французского художника Клода Моне, написанная маслом на холсте в 1882 году. Её размеры составляют 64,5 х 52,1 см. На полотне изображён Поль Антуан Графф, шеф-повар и владелец ресторана и отеля, где останавливался Моне во время своего визита в Пурвиль на берегу пролива Ла-Манш.
Ныне картина хранится в галерее Бельведер в Вене, столице Австрии.

## Описание
Моне написал портрет шеф-повара Поля Антуана Граффа в белой поварской шляпе и куртке. В нижней части картины фигура плавно растворяется в светло-сером фоне, образуя композицию овальной формы. Голова Поля, смотрящего в сторону левого края полотна, чуть повёрнута в правую сторону. Его тёмные глаза не фокусируются на чём-либо конкретном, и создаётся впечатление, что он смотрит прямо перед собой в пустоту. В его внешности выделяется лохматая седая и чёрная густая борода, почти закрывающая выступающий подбородок и рот со сомкнутыми губами. Морщинистое лицо написано сильными мазками кисти, а нос подчёркнут более выраженным оттенком тех же красок. Искусствовед Мелисса Маккуиллан видит в лице отца Поля гордость и твёрдость его характера.
Моне сам охарактеризовал своё полотно как «любопытный набросок» (фр. esquisse curieuse). Ему удалось создать жизнерадостную картину, благодаря сдвинутому набок поварскому колпаку, косматой бороде и характерным чертам лица. Моне продумал цветовую палитру этого полотна, где тёмная борода контрастирует с белой одеждой, а красноватый и коричневый оттенок кожи дополняет светло-голубовато-серые цвета фона. В правом верхнем углу картины отчётливо виднеется подпись «Клод Моне 82».

## Портрет хозяина
Моне приехал в Пурвиль 15 февраля 1882 года, где провёл следующие несколько месяцев, создавая пейзажи побережья Нормандии. Проживал он в отеле A la Renommée des Galettes, работавшем при ресторане эльзасского шеф-повара Поля Антуана Граффа (1823—1893), известного среди местных как папаша Поль (Le Père Paul). Его фирменным блюдом были галеты, бретонская хрустящая выпечка. Они же отразились и в названии отеля. Позднее Моне запечатлел эту кулинарную гордость отца Поля в своём натюрморте «Галеты» (фр. Les Galettes).
В день своего приезда в Пурвиль Моне в письме своей спутнице и экономке Алисе Ошеде выразил сожаление по поводу того, что не прибыл туда раньше. Он описал отца Поля как отличного повара и остался доволен местом своего проживания: «Пейзаж очень красивый… нельзя быть ближе к морю, чем я сейчас, прямо на пляже, волны доходят до подвала нашего дома». Помимо портрета самого Граффа Моне также написал портрет его супруги. На картине «Матушка Поль» (фр. La Mère Paul) она изображена в тёмной одежде вместе со своим верным терьером Фоллеттом. Оба портрета супругов Графф, вероятно, были написаны Моне в качестве благодарности за их гостеприимство.

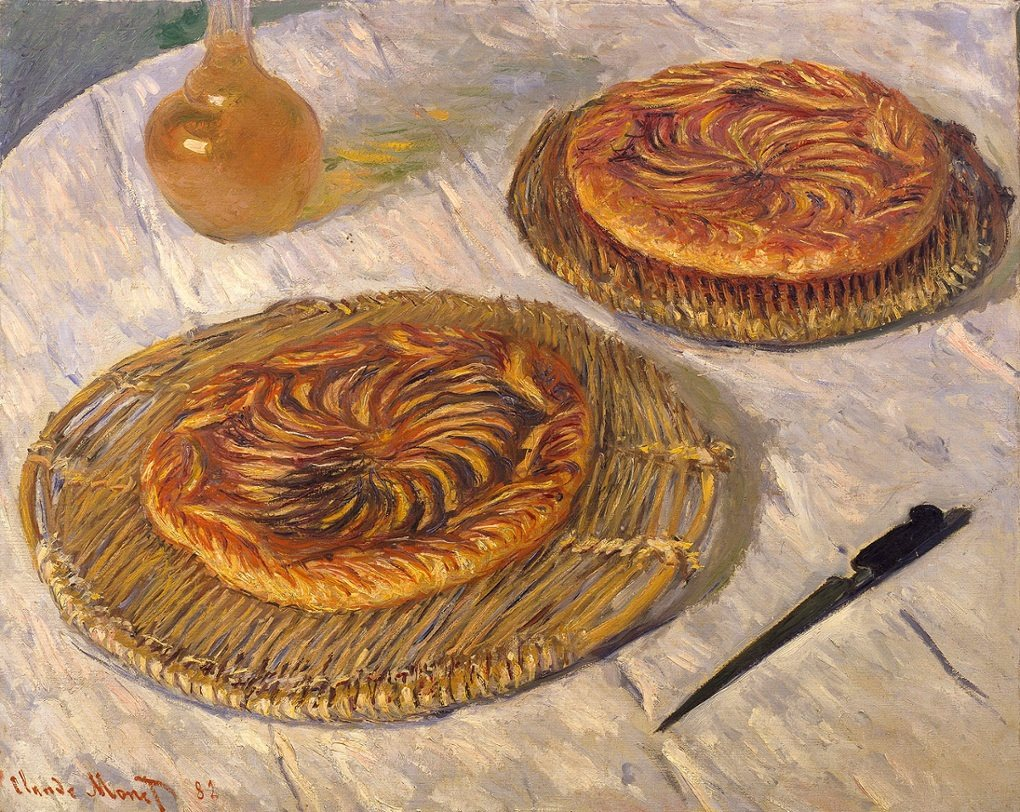
Клод Моне. Галеты, 1882
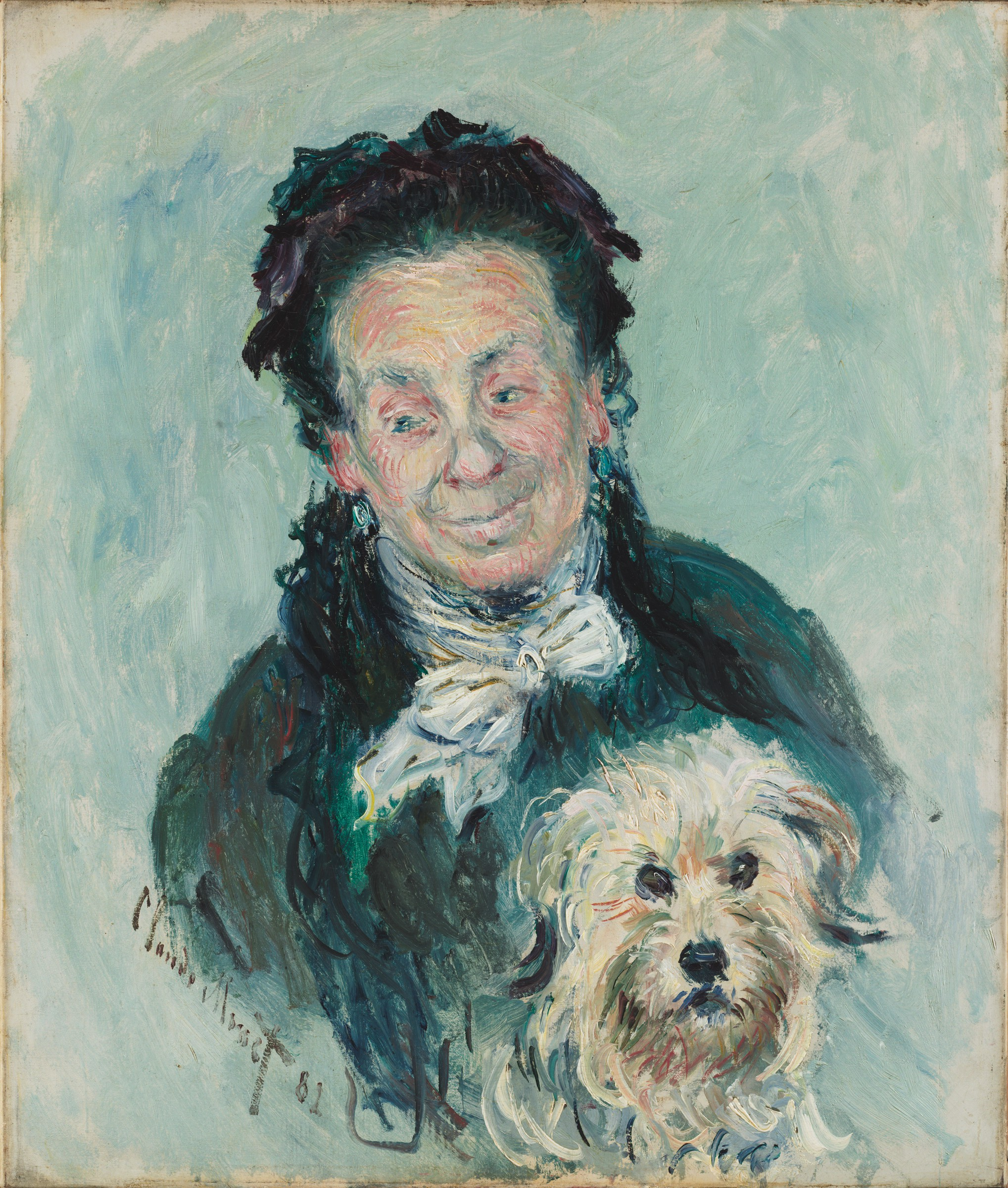
Клод Моне. Матушка Поль, 1882

«Портрет отца Поля» и «Матушка Поль» — два из небольшого количества портретов, написанных Моне после смерти своей первой жены Камиллы в 1879 году. К другим относятся «Мишель Моне в шапке с помпоном» (1880), его автопортреты 1886 и 1917 годов, а также портрет рыбака «Поли» (1886). Рыбак Поли с окладистой бородой и характерными чертами лица имеет некоторое сходство с папашей Полем на портрете Моне. Мелисса Маккуиллан отметила в портретах Граффа и Поли «почти физиогномическое преувеличение», которое похоже на одну из его работ в качестве карикатуриста в юности. Искусствовед Ричард Р. Бреттелл также отметил сходство «Портрета папаши Поля» с ироническими рисунками Моне в подростковом возрасте.

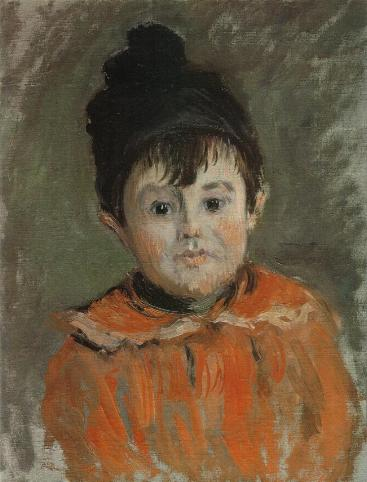
Клод Моне. Мишель Моне в шапке с помпоном, 1880
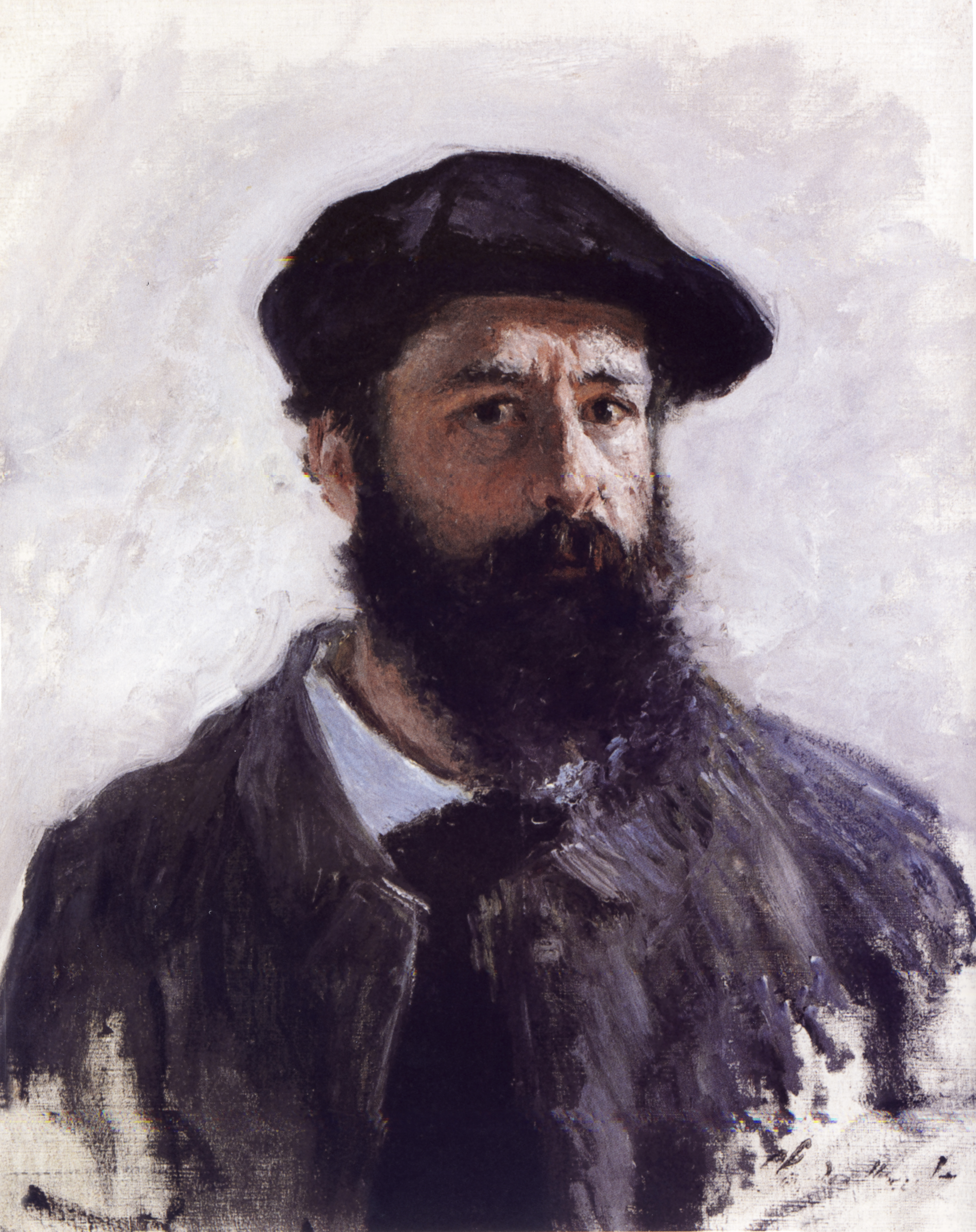
Клод Моне. Автопортрет, 1886
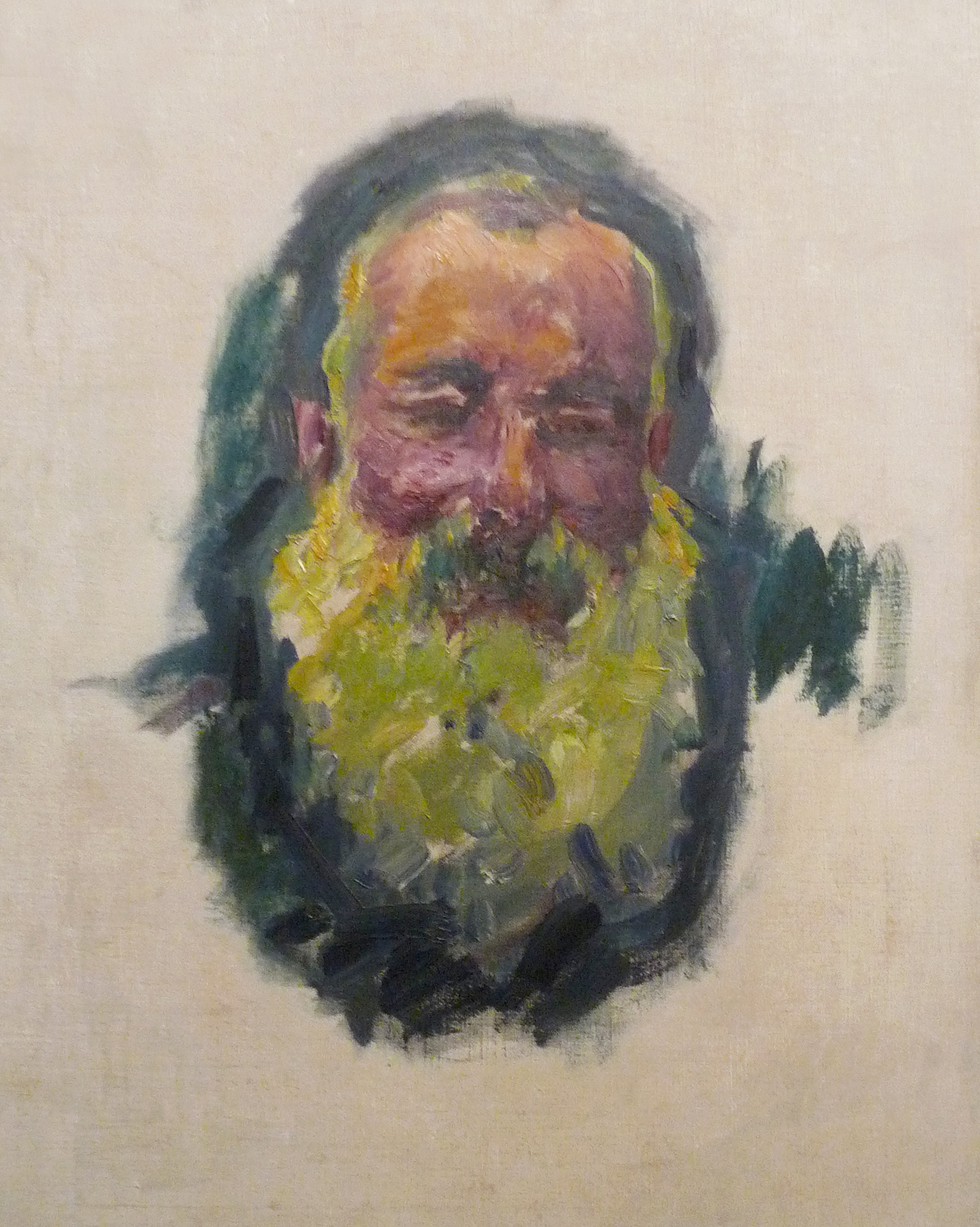
Клод Моне. Автопортрет, 1917
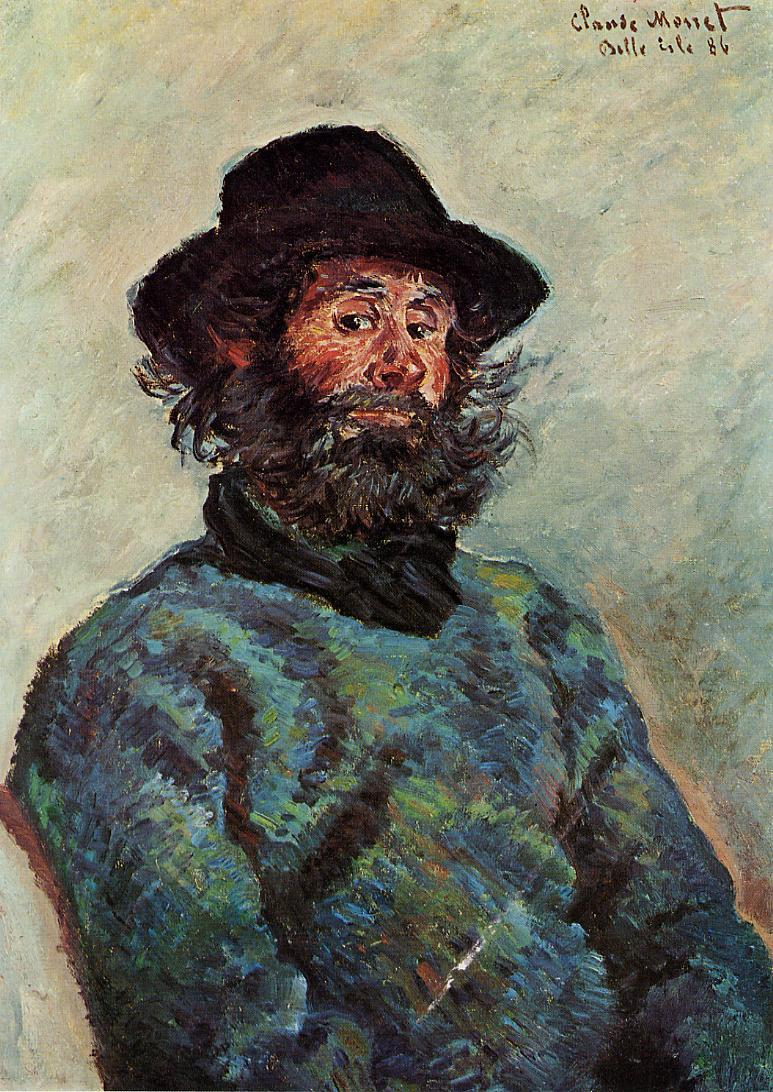
Клод Моне. Поли, 1886
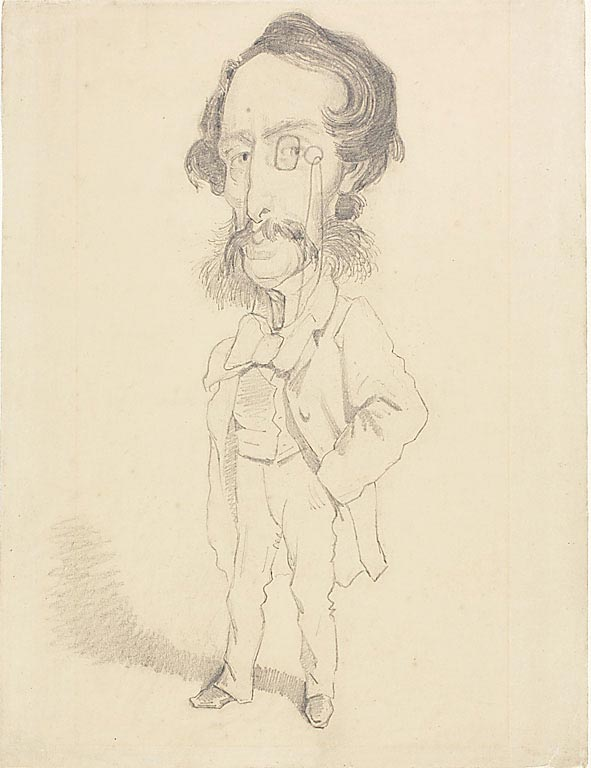
Клод Моне. Марио Ушар, 1858

## Провенанс
«Портрет папаши Поля» был подарком Моне Полю Антуану Граффу. После смерти Граффа в 1899 году посредством парижского отделения галереи Кнёдлер картина перешла во владение галериста Поля Дюран-Рюэля. В 1903 году он предоставил полотно для участия в выставке «Развитие импрессионизма в живописи и скульптуре», организованной Венским сецессионом, где также демонстрировалась парная к нему «Матушка Поль».
Впоследствии «Портрет папаши Поля» приобрела венская Современная галерея, предшественница нынешней галереи Бельведер.